# Прапор Броварів
Пра́пор Броварі́в — прапор міста Бровари, затверджений рішенням Броварської міської ради.

## Опис
Прямокутне полотнище з трьох кольорів (синій, жовтий, зелений) на тлі, якого у горизонтальному положенні зображено символічну розвилку білого кольору, що роздвоюється в центрі прапора до правого верхнього та нижнього кутів, що символізує розвилку доріг та розвод вод (наземних, підземних, ґрунтових).
Символічний хрест — відноситься до почесних геральдичних фігур.
У верхньому правому куті зображення прапора синього кольору, нижньому правому куті зображення прапора у жовтому кольорі, між розвилками доріг у лівому боці зображення прапора у зеленому кольорі.
Синій колір символізує велич, красу, цілеспрямування (небесну твердь).
Золотий колір (на малюнку жовтий колір) — символізує шляхетність, багатство, силу, вірність ідеалу.
Зелений колір символізує надійність, достаток, волю та ліси і луги міста.